# Prince of Wales Range
Prince of Wales Range är ett berg i Kanada.   Det ligger i provinsen British Columbia, i den sydvästra delen av landet, 3 700 km väster om huvudstaden Ottawa. Toppen på Prince of Wales Range är 1 160 meter över havet.
Terrängen runt Prince of Wales Range är bergig västerut, men österut är den kuperad.Trakten runt Prince of Wales Range är nära nog obefolkad, med mindre än två invånare per kvadratkilometer.. Närmaste större samhälle är Sayward, 9,6 km väster om Prince of Wales Range. 
I omgivningarna runt Prince of Wales Range växer i huvudsak barrskog.